# ماريون فانديرهوف
ماريون فانديرهوف (بالإنجليزية: Marion Vanderhoef)‏ مواليد 6 ديسمبر 1894 في نيويورك - الوفاة 9 يونيو 1985 في كونيتيكت، الولايات المتحدة، كانت لاعبة كرة مضرب أمريكية. وصلت لنهائي البطولة الأمريكية سنة 1917 لكنها خسرته.

## النهائيات

### الفردي

#### الوصافة
| السنة | البطولة           | المنافس في النهائي | النتيجة       |
| 1917  | البطولة الأمريكية | مولا مالوري        | 6–4, 0–6, 2–6 |